# Хань Юйчэн
Хань Юйчэн (кит. 韓 玉成; род. 16 декабря 1978, Фусинь, Ляонин) — китайский легкоатлет, специалист по спортивной ходьбе. Выступал за сборную КНР по лёгкой атлетике в 2000-х и 2010-х годах, чемпион Азиатских игр, чемпион Азии, победитель Кубка мира в командном зачёте, победитель и призёр первенств республиканского значения, участник двух летних Олимпийских игр.

## Биография
Хань Юйчэн родился 16 декабря 1978 года в городском округе Фусинь провинции Ляонин.
Первого серьёзного успеха на международном уровне добился в сезоне 2003 года, когда вошёл в состав китайской сборной и выступил на чемпионате Азии в Маниле, где превзошёл всех соперников на дистанции 20 км и завоевал золотую медаль.
В 2004 году стал чемпионом КНР в дисциплинах 20 и 50 км. На Кубке мира по спортивной ходьбе в Наумбурге занял четвёртое место в личном зачёте 20 км и тем самым помог своим соотечественникам выиграть командный зачёт. Благодаря череде удачных выступлений удостоился права защищать честь страны на летних Олимпийских играх в Афинах — в ходьбе на 20 км показал 40-й результат, тогда как в дисциплине 50 км сошёл с дистанции.
В 2005 году установил свои личные рекорды в дисциплинах 20 и 50 км — 1:18:31 и 3:36:20 соответственно. На чемпионате мира в Хельсинки не финишировал.
В 2006 году на Кубке мира в Ла-Корунье взял бронзу в личном зачёте 20 км, в то время как на Азиатских играх в Дохе завоевал золото.
На чемпионате мира 2007 года в Осаке занял 29-е место.
В 2008 году на Кубке мира в Чебоксарах показал 22-й результат в личном зачёте.
В 2016 году в дисциплине 50 км стартовал на командном чемпионате мира по спортивной ходьбе в Риме. Выполнив олимпийский квалификационный норматив (4:06:00), прошёл отбор на Олимпийские игры в Рио-де-Жанейро — на сей раз в ходьбе на 50 км показал результат 4:32:35, расположившись в итоговом протоколе на 47-й строке.
Завершил спортивную карьеру по окончании сезона 2017 года.